# Lespinoy
Lespinoy (Aussprache [lepinˈwa]) ist eine französische Gemeinde mit 243 Einwohnern (Stand: 1. Januar 2022) im Département Pas-de-Calais in der Region Hauts-de-France. Sie gehört zum Arrondissement Montreuil und zum Gemeindeverband Les 7 Vallées. Die Einwohner werden Spinoliens und Spinoliennes genannt.

## Lage
Die Gemeinde Lespinoy liegt im Artois, neun Kilometer ostsüdöstlich von Montreuil-sur-Mer.Im Norden wird das Gemeindegebiet vom Fluss Canche begrenzt, im Westen von einer alten Heerstraße des Systems Chaussée Brunehaut. Nachbargemeinden von Lespinoy sind Marenla im Norden, Beaurainville im Osten und Südosten, Campagne-lès-Hesdin im Südwesten sowie Brimeux im Westen.

## Einwohnerentwicklung
| Jahr                       | 1962 | 1968 | 1975 | 1982 | 1990 | 1999 | 2006 | 2016 | 2022 |
| -------------------------- | ---- | ---- | ---- | ---- | ---- | ---- | ---- | ---- | ---- |
| Einwohner                  | 166  | 159  | 164  | 195  | 242  | 233  | 205  | 222  | 243  |
| Quellen: Cassini und INSEE |      |      |      |      |      |      |      |      |      |

## Sehenswürdigkeiten

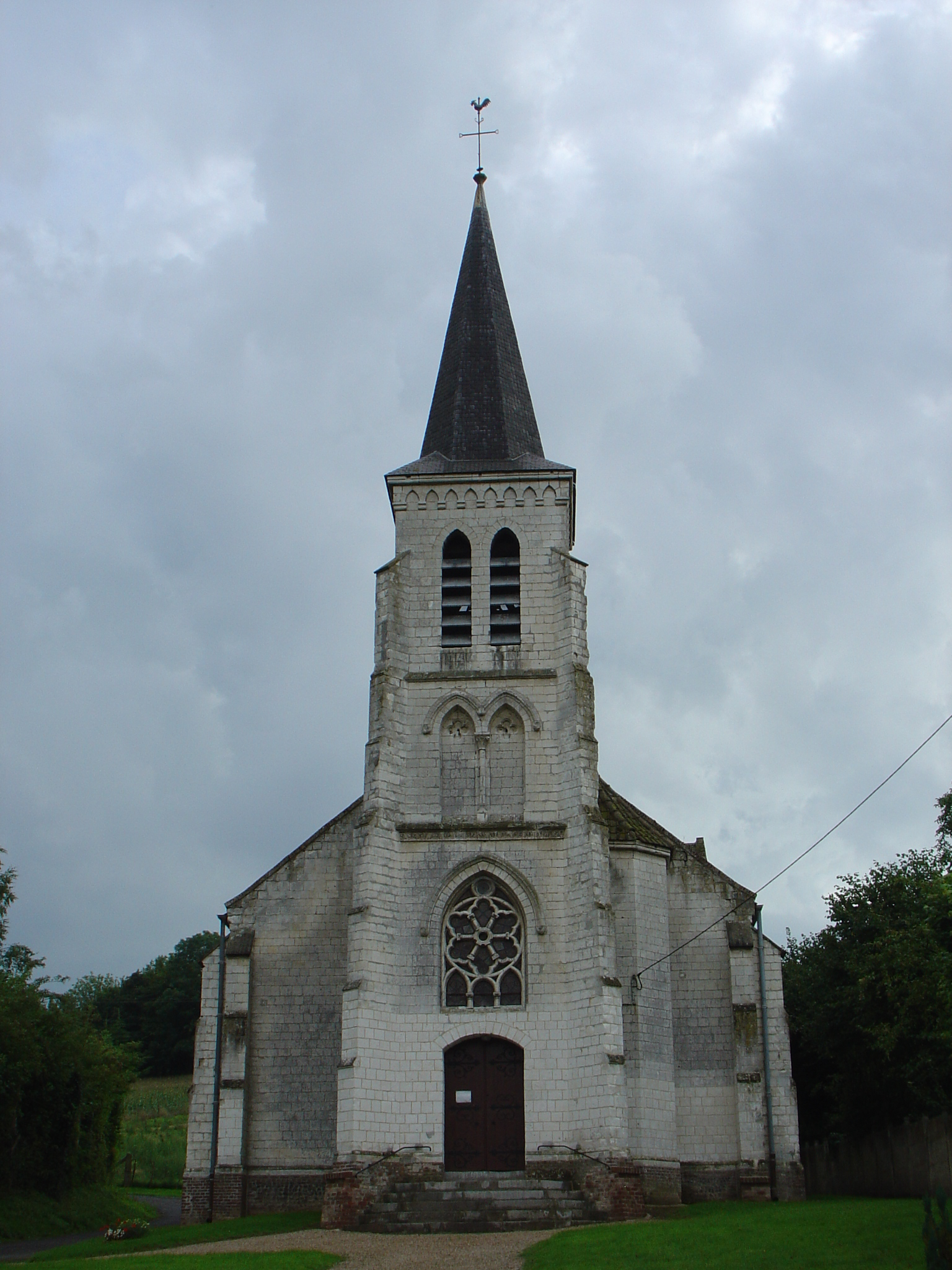
Kirche Saint-Maurice

- Kirche Saint-Maurice